# Életot
Életot är en kommun i departementet Seine-Maritime i regionen Normandie i norra Frankrike. Kommunen ligger i kantonen Valmont som tillhör arrondissementet Le Havre. År 2022 hade Életot 630 invånare.

## Befolkningsutveckling
Antalet invånare i kommunen Életot
| Referens: INSEE |